# 시간이탈자
《시간이탈자》는 2016년 4월 13일에 개봉한 대한민국의 영화이다.

## 줄거리
결혼을 앞둔 1983년의 남자 백지환(조정석)과 강력계 형사인 2015년의 남자 김건우(이진욱)가 우연히 꿈을 통해 사랑하는 여자 서윤정/정소은(임수정)의 죽음을 목격하고 그 여자를 구하기 위해 사투를 벌이는 이야기

## 캐스팅
- 임수정 : 서윤정 / 정소은 역
- 조정석 : 백지환 역
- 이진욱 : 김건우 역
- 정진영 : 강승범 반장 역
- 이기우 : 이태수 형사 역
- 온주완 : 박병두 선생 역
- 이민호 : 어린 강승범 역
- 전신환 : 생물선생 최종수 역
- 김보라 : 최현주 역
- 이현우 : 과거 소매치기 역
- 조명행 : 현재 소매치기 남 역
- 한희정 : 현재 소매치기 녀 역
- 김광현 : 미성고 선생 2 역
- 조선묵 : 서경고 교감 역
- 선학 : 서경고 남선생 5 역
- 이정은 : 서경고 여선생 2 역
- 이새로미 : 서경고 여선생 3 역
- 남태부 : 중국집 남학생 1 역
- 황인준 : 상담실 형사 1 역
- 김지훈 : 상담실 형사 2 역
- 김정우 : 상담실 형사 3 역
- 허정도 : 팔당호 형사 역
- 문재원 : 동료형사 1 역
- 김용운 : 동료형사 3 역
- 신지수 : 윤선경 역
- 홍승범 : 건우 수술 의사 1 역
- 정웅인 : 강형철 역 (특별출연)
- 박준규 : 복덕방 역 (특별출연)
- 임예진 : 미성고 교감 역 (특별출연)
- 유정아 : 타종행사 리포터 역 (특별출연)